# Bo Helleberg
Bo Helleberg (* 24. Juni 1974) ist ein ehemaliger dänischer Ruderer. Er war vierfacher Weltmeister im Leichtgewichts-Zweier ohne Steuermann.

## Sportliche Karriere
Bo Helleberg belegte bei den Ruder-Weltmeisterschaften 1995 zusammen mit Thomas Ebert den dritten Platz im Leichtgewichts-Zweier. Im Jahr darauf gewannen Helleberg und Ebert den Titel bei den Weltmeisterschaften in Glasgow. Bei den Weltmeisterschaften 1997 belegte Helleberg mit dem Leichtgewichts-Achter den siebten Platz. 
2003 bildete er mit Mads Kruse Andersen einen Leichtgewichts-Zweier, der im Ruder-Weltcup die Plätze eins und drei belegte. Bei den Weltmeisterschaften 2003 siegten die Dänen vor dem deutschen Zweier, bei den Weltmeisterschaften 2004 konnten sie erneut gewinnen, ihr Vorsprung auf den italienischen Zweier betrug drei Zehntelsekunden. 2005 ruderte Helleberg im Zweier wieder zusammen mit Thomas Ebert, die beiden gewannen auch den Titel bei den Weltmeisterschaften 2005. 2007 ruderte Helleberg im dänischen Leichtgewichts-Vierer ohne Steuermann. Bei den Weltmeisterschaften 2007 in München erreichte der dänische Vierer mit Bo Helleberg, Morten Jørgensen, Mads Kruse Andersen und Eskild Ebbesen den sechsten Platz. Im Weltcup 2008 trat der Vierer mit Thomas Ebert, Helleberg, Andersen und Ebbesen an und belegte in Luzern den zweiten Platz. Bei den Olympischen Spielen in Peking ruderte Jørgensen für den verletzten Helleberg und in dieser Besetzung gewannen die Dänen den Titel vor den Polen und den Kanadiern.